# فابیان استای
فابیان استای (اسپانیایی: Fabián Estay‎؛ زادهٔ ۵ اکتبر ۱۹۶۸) بازیکن فوتبال اهل شیلی بود.

## باشگاهی
از باشگاه‌هایی که در آن بازی کرده‌است می‌توان به باشگاه فوتبال آمریکا، باشگاه فوتبال کولو-کولو، باشگاه فوتبال سنت گالن، باشگاه فوتبال یونیورسیداد شیلی، و باشگاه فوتبال المپیاکوس اشاره کرد.

## تیم ملی
وی همچنین در تیم‌های ملی فوتبال زیر ۲۰ سال شیلی و شیلی بازی کرده‌است.